# Chung kết Giải vô địch bóng đá thế giới các câu lạc bộ 2025
Trận Chung kết Giải vô địch bóng đá thế giới các câu lạc bộ 2025 là trận đấu cuối cùng của Giải vô địch bóng đá thế giới các câu lạc bộ 2025, một giải đấu bóng đá quốc tế cấp câu lạc bộ do Mỹ tổ chức. Đây là trận chung kết thứ 21 trong khuôn khổ giải vô địch thế giới các câu lạc bộ, một giải đấu do FIFA tổ chức. Trận đấu này diễn ra giữa hai câu lạc bộ Chelsea và Paris Saint-Germain tại Sân vận động MetLife, tiểu bang New Jersey, Hoa Kỳ.
Câu lạc bộ Chelsea đã giành chiến thắng trước Paris Saint-Germain với tỷ số 3–0 và chính thức có lần thứ hai giành chức vô địch giải đấu trong lịch sử của đội bóng này, sau lần đầu tiên vào năm 2021. Ngoài ra, trận đấu này còn gây chú ý vì có sự dự khán trận đấu của Tổng thống Hoa Kỳ Donald Trump.

## Những đội tham dự
Trong bảng dưới đây, các trận chung kết từ 2005 trở về trước, giải gắn với tên gọi FIFA Club World Championship, kể từ 2006 trở đi giải mới có tên gọi là FIFA Club World Cup.
| Đội bóng            | Liên đoàn | Điều kiện tham dự                                                          | Các trận chung kết vô địch thế giới của mỗi đội trong quá khứ (in đậm chỉ đội vô địch) |
| ------------------- | --------- | -------------------------------------------------------------------------- | -------------------------------------------------------------------------------------- |
| Chelsea             | UEFA      | Vô địch UEFA Champions League 2020–21                                      | FCWC: 2 (2012, 2021)                                                                   |
| Paris Saint-Germain | UEFA      | Đội đủ điều kiện xếp hạng tốt thứ hai trong bảng xếp hạng bốn năm của UEFA | Không có                                                                               |

Ghi chú: Ngày 27 tháng 10 năm 2017, FIFA chính thức công nhận các nhà vô địch của Cúp Liên lục địa là những nhà vô địch thế giới cấp câu lạc bộ, nhằm tạo công bằng với FIFA Club World Cup.
- IC: Cúp Liên lục địa (1960–2004)
- FCWC: Chung kết FIFA Club World Cup (2000, 2005–nay)

## Địa điểm
Trận đấu diễn ra tại Sân vận động MetLife ở East Rutherford, New Jersey, 5 dặm (8,0 km) về phía Tây của New York. FIFA công bố địa điểm tổ chức trận chung kết vào ngày 28 tháng 9 năm 2024. Sân vận động MetLife cũng được chọn làm địa điểm tổ chức trận chung kết FIFA World Cup 2026.

## Đường đến trận chung kết
| VT | Đội                | ST | Đ |
| -- | ------------------ | -- | - |
| 1  | Flamengo           | 3  | 7 |
| 2  | Chelsea            | 3  | 6 |
| 3  | Espérance de Tunis | 3  | 3 |
| 4  | Los Angeles FC     | 3  | 1 |

| VT | Đội                 | ST | Đ |
| -- | ------------------- | -- | - |
| 1  | Paris Saint-Germain | 3  | 6 |
| 2  | Botafogo            | 3  | 6 |
| 3  | Atlético Madrid     | 3  | 6 |
| 4  | Seattle Sounders FC | 3  | 0 |

## Trận đấu

### Chi tiết
| Chelsea                               | 3–0      | Paris Saint-Germain |
| ------------------------------------- | -------- | ------------------- |
| Cole Palmer 22', 30' · João Pedro 43' | Chi tiết |                     |

| Chelsea | Paris Saint-Germain |

| GK               | 1  | Robert Sánchez        |     |     |
| RB               | 27 | Malo Gusto            | 40' |     |
| CB               | 23 | Trevoh Chalobah       |     |     |
| CB               | 6  | Levi Colwill          | 81' |     |
| LB               | 3  | Marc Cucurella        |     |     |
| CM               | 24 | Reece James (c)       |     | 77' |
| CM               | 25 | Moisés Caicedo        | 36' |     |
| RW               | 10 | Cole Palmer           |     |     |
| AM               | 8  | Enzo Fernández        |     | 61' |
| LW               | 7  | Pedro Neto            | 34' | 77' |
| CF               | 20 | João Pedro            |     | 67' |
| Dự bị:           |    |                       |     |     |
| GK               | 12 | Filip Jörgensen       |     |     |
| GK               | 39 | Mike Penders          |     |     |
| GK               | 44 | Gabriel Slonina       |     |     |
| DF               | 4  | Tosin Adarabioyo      |     |     |
| DF               | 19 | Mamadou Sarr          |     |     |
| DF               | 30 | Aarón Anselmino       |     |     |
| DF               | 34 | Josh Acheampong       |     |     |
| MF               | 17 | Andrey Santos         |     | 61' |
| MF               | 22 | Kiernan Dewsbury-Hall |     | 77' |
| MF               | 45 | Roméo Lavia           |     |     |
| FW               | 9  | Liam Delap            |     | 67' |
| FW               | 15 | Nicolas Jackson       |     |     |
| FW               | 18 | Christopher Nkunku    |     | 77' |
| FW               | 32 | Tyrique George        |     |     |
| FW               | 38 | Marc Guiu             |     |     |
| Huấn luyện viên: |    |                       |     |     |
| Enzo Maresca     |    |                       |     |     |

| GK               | 1  | Gianluigi Donnarumma  |       |     |
| RB               | 2  | Achraf Hakimi         |       | 73' |
| CB               | 5  | Marquinhos (c)        |       |     |
| CB               | 4  | Lucas Beraldo         |       |     |
| LB               | 25 | Nuno Mendes           | 90+4' |     |
| DM               | 17 | Vitinha               |       |     |
| CM               | 87 | João Neves            | 86'   |     |
| CM               | 8  | Fabián Ruiz           |       | 73' |
| RF               | 14 | Désiré Doué           |       | 73' |
| CF               | 10 | Ousmane Dembélé       | 87'   |     |
| LF               | 7  | Khvicha Kvaratskhelia |       | 58' |
| Dự bị:           |    |                       |       |     |
| GK               | 39 | Matvey Safonov        |       |     |
| GK               | 80 | Arnau Tenas           |       |     |
| DF               | 3  | Presnel Kimpembe      |       |     |
| DF               | 43 | Noham Kamara          |       |     |
| MF               | 19 | Lee Kang-in           |       |     |
| MF               | 20 | Gabriel Moscardo      |       |     |
| MF               | 24 | Senny Mayulu          |       | 73' |
| MF               | 33 | Warren Zaïre-Emery    |       | 73' |
| FW               | 9  | Gonçalo Ramos         |       | 73' |
| FW               | 29 | Bradley Barcola       |       | 58' |
| FW               | 49 | Ibrahim Mbaye         |       |     |
| Huấn luyện viên: |    |                       |       |     |
| Luis Enrique     |    |                       |       |     |